# Номерні знаки Катару
Код Катару для міжнародного руху ТЗ — (Q).

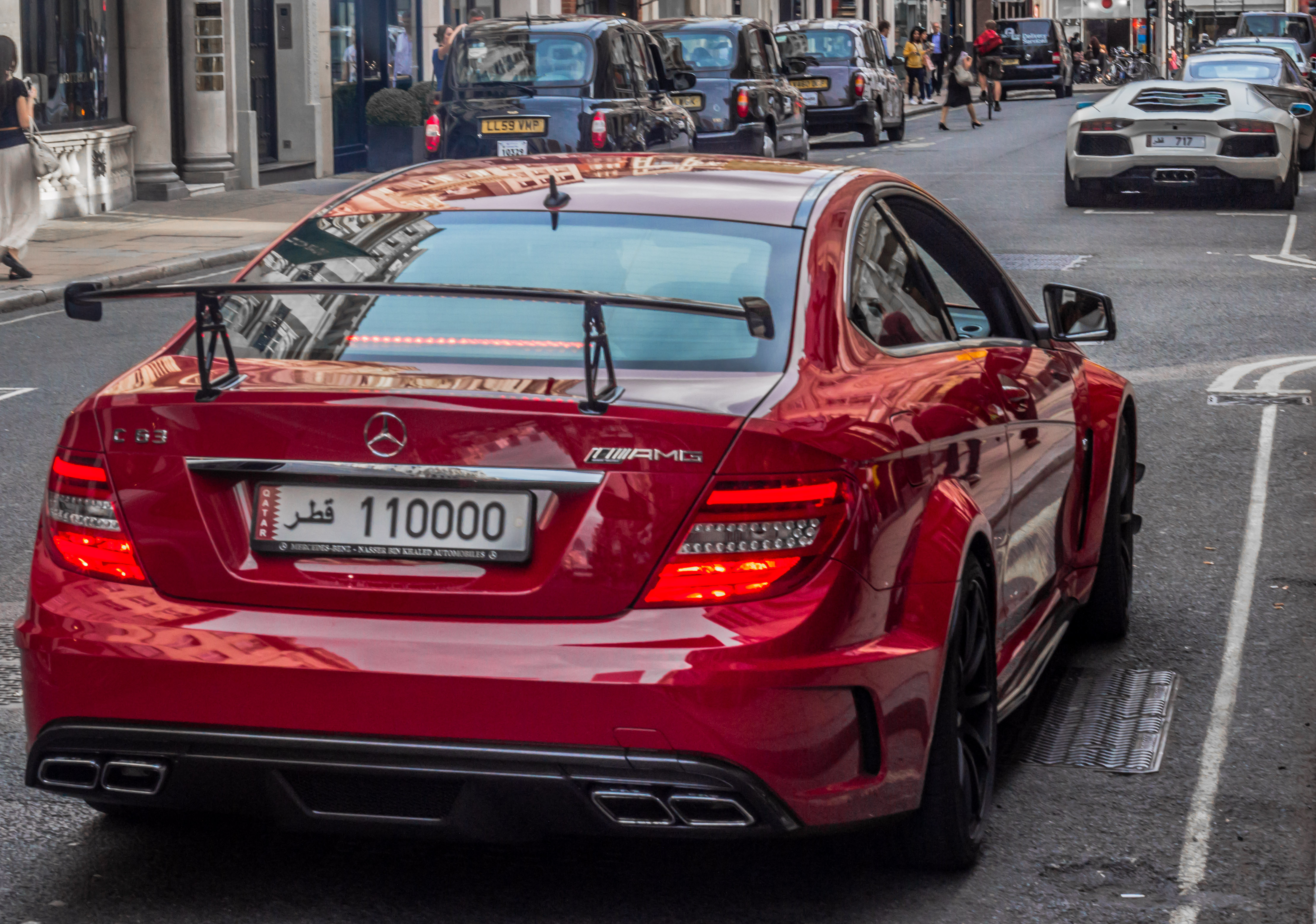
Регулярний номерний знак Катару

Чинну схему номерних знаків Катару запроваджено в 2011 році в зв'язку із домовленостями про спрощення ідентифікації номерних знаків між країнами  Ради співробітництва арабських держав Перської затоки, про уніфікацію національних стандартів номерних знаків і приведення їх у відповідність до міжнародних норм.

## Регулярні номерні знаки
Бланк регулярного автомобільного номерного знаку виконано у кольорах національного прапору. Формат номерних знаків включає напис вертикальний напис QATAR на темному тлі, на білому тлі розташовано напис قطر123456, де напис арабською — назва країни, 123456 — порядковий номер (1-6 цифр). Існує дворядкова версія регулярних номерних знаків, де напис قطر розташовано у верхньому рядку, а номер — у нижньому.

## Інші формати номерних знаків

### Регулярні номерні знаки для мотоциклів
Номерні знаки для мотоциклів мають біле тло та чорні символи. Розташування символів — трирядкове: у верхньому рядку розташовано напис قطر, в середньому — номер, в нижньому — напис QATAR.
| قطر 12345 QATAR |

### Приватний вантажний транспорт
Номерні знаки для приватного вантажного транспорту виконано білими символами на чорному тлі. Формат номерних знаків включає напис вертикальний напис QATAR в лівому боці пластини, далі розташовано напис قطر123456, де напис арабською — назва країни, 123456 — порядковий номер (1-6 цифр). Існує дворядкова версія цих номерних знаків, де напис قطر розташовано у верхньому рядку, а номер — у нижньому.